# لاگونگرو
لاگونگرو (به ایتالیایی: Lagonegro) یک کومونه در ایتالیا است که در استان پوتنزا واقع شده‌است.
 لاگونگرو ۱۱۳٫۰۷ کیلومتر مربع مساحت و ۵٬۴۴۲ نفر جمعیت دارد و ۶۶۶ متر بالاتر از سطح دریا واقع شده‌است.

## خواهرخوانده
شهر چاکابوکو خواهرخواندهٔ لاگونگرو هست.